# Renault D1
Le Renault D1 est un char léger d'accompagnement de l'infanterie étudié pour remplacer les Renault FT dans l'Armée française. Dépassé lorsque survient le second conflit mondial, il participe néanmoins à la bataille de France en juin 1940 et également à la campagne de Tunisie en 1942-1943.
C'est le premier blindé français à recevoir d'origine un équipement de radiotélégraphie.

## Origine et développement

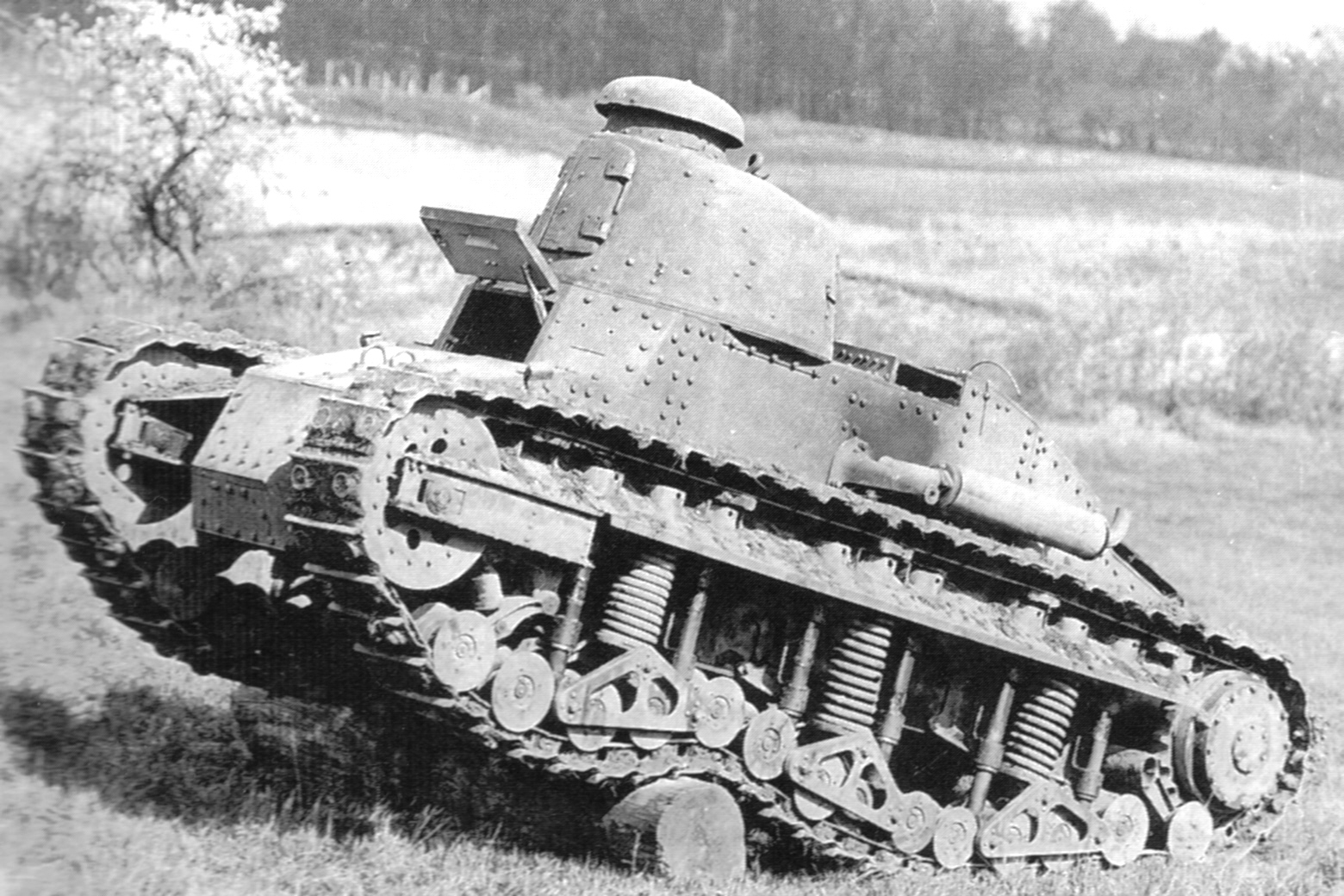
Prototype de char NC 1.

Après avoir vainement tenté de moderniser son char FT et notamment d'améliorer sa vitesse, la société Renault se lance à partir de 1923 dans l'étude et la réalisation de deux prototypes de chars, les modèles NC1 et NC2 qui, pour des raisons de budget, rempruntent de nombreux éléments de leur prédécesseur. Testés dès 1925, le NC2 est tout de suite abandonné tandis que le NC1 fera l'objet d'une commande de 10 matériels de la part du Japon commercialisés sous le nom de char NC 27 et rebaptisé Otsu Gata Sensha (japonais : 乙型戦車 Char type II)
par les Japonais.
En 1926, le nouveau programme de char léger d'accompagnement de l'infanterie amène la société Renault à tester sur la plateforme de son NC 1 divers aménagements pour répondre aux nouveaux besoins : tourelle pour canon de 47 mm, accroissement de l'épaisseur du blindage et augmentation de l'habitabilité afin de recevoir le troisième homme d'équipage, l'opérateur radio. Renommé successivement NC 28 puis NC 3, il est finalement rebaptisé en 1929 char D1 ou char UT dans la nomenclature Renault.
Satisfait par ses performances, la France commande 10 premiers matériels en décembre 1929, livrés en 1931, puis 150 matériels supplémentaires dont les livraisons s'échelonnent de 1932 à 1935.
La conception du D1 sera reprise et améliorée sur son successeur, le char D2, qui prendra son service dans l'armée française à compter d'avril 1936.

## Description
Les dix premiers D1 sortent d'usine équipés de la tourelle version canon des chars FT. En 1932, ils seront dotés de la tourelle Schneider ST1 qui sera rapidement abandonnée et remplacée, à partir de 1936, par la ST2 équipée d'un canon de 47 mm semi-automatique modèle 1934 et d'une mitrailleuse Reibel de 7,5 mm. Pour sa défense rapprochée, le char dispose également d'une mitrailleuse de caisse n'offrant qu'un débattement latéral.
Le canon de 47 mm modèle 1934 est dérivé du 47 mm modèle 1885 marine : c'est une pièce de 30 calibres tirant l'obus de rupture modèle 1892 marine de 1 480 g à 450 m/s (chargé avec de la poudre noire), qui perce 25 mm d'acier sous 30° d'incidence à 400 m. Il ne peut tirer l'obus de rupture modèle 1932, munition plus rapide et plus puissante, qui peut être tirée par le canon de 47 mm SA modèle 1935 de 32 calibres trop encombrant pour la tourelle ST1.
Le char D1 est mu par un moteur essence Renault de 25 ch à quatre cylindres, d'une cylindrée de 6 082 cm3 (D 110 mm x 160 mm) capable de délivrer 74 chevaux à 2 000 tr/min. Équipé d'une boîte de vitesses à six rapports en marche avant et une marche arrière, il peut atteindre une vitesse maximale de 18,6 km/h et est capable de grimper des pentes de 50 à 60 %. Le D1 est également capable de franchir des tranchées à bords francs de 2,20 m de large.
Son blindage, qui  pèse à lui seul 11 tonnes, est constitué de plaques rivetées de 30 mm d'épaisseur sur toutes les surfaces verticales et d'une dizaine de millimètres sur le dessus et le bas.
Particularité remarquable, le D1 est le premier char français équipé de postes de radiotélégraphie. La radiotélégraphie (utilisant le code morse) est préférée à la radiophonie car utilisé dans un environnement particulièrement bruyant et parasité.
Le poste ER 52 est installé dans les chars subordonnés et l'ER 52 bis pour les chars de commandement : pour une masse de 50 kg et avec une antenne unifilaire de 5 mètres, la portée théorique est de deux (ER 52) à trois (ER 52 bis) kilomètres.
La gamme de transmission est différente de celles des autres modèles de chars, comme de celles de l'infanterie ou de l'artillerie, interdisant la communication radio interarme. La capacité des batteries du char est faible, obligeant à maintenir le moteur en marche pour rester à l'écoute de la radio.
Malgré sa modernité, le D1 n'est pas exempt de défauts dont le principal est le manque d'ergonomie de la tourelle qui oblige le chef de char à se hisser sur un tabouret pour observer à partir du clocheton alors qu'il doit s'accroupir pour utiliser l'armement. Il lui est également reproché son manque de fiabilité, sa sous-motorisation, handicapante en terrain varié, ainsi que son blindage devenu insuffisant du fait des progrès réalisés dans le domaine de la lutte antichar.

## Utilisation opérationnelle
À leur sortie d'usine les 160 chars sont affectés aux 507e, 508e et 510e RCC (régiments de chars de combat) dont ils constituent un bataillon. Suivant le règlement d'emploi de 1934, ils ne servent plus d'engins d'accompagnement de l'infanterie, mais comme chars de bataille (en attendant la production des D2 et surtout des B1), pour ouvrir la voie à l'infanterie toujours accompagnée de ses vieux FT.
En 1937, devenus obsolètes (blindage trop léger et canon trop limité), les chars D1 sont envoyés au sud de la Tunisie pour renforcer la défense face aux Italiens et constituent trois bataillons de 45 chars, les 61e, 65e et 67e BCC, rattachés au dépôt no 521 de Bizerte.

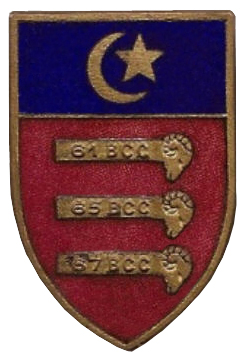
GBC 521
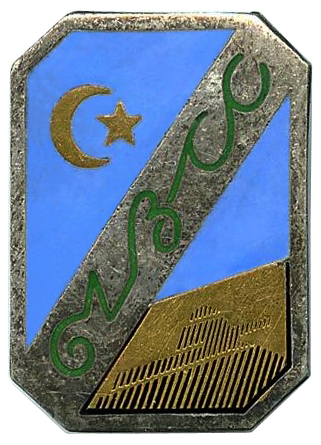
61e BCC
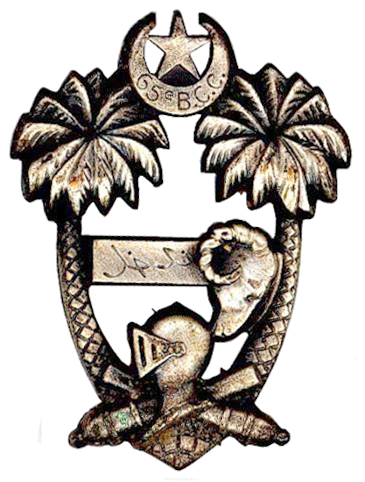
65e BCC
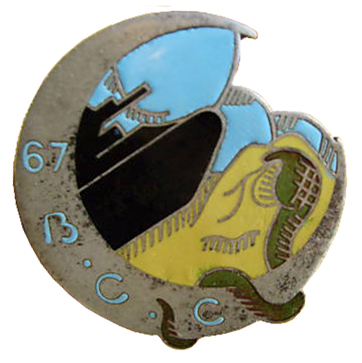
67e BCC

En juin 1940, le 67e BCC, regroupant 43 D1 en état de marche, retourne en France pour participer à la campagne de France. Le bataillon est affecté à la 4e armée, pour renforcer la 6e DIC, division affaiblie par les combats de mai. Ces deux unités sont engagées le 12 juin contre le 41e corps d'armée allemand (XXXXI. AK mot : 8.PzD, 6. PzD et 20.ID mot) autour de Suippes et de Souain (dans le département de la Marne) : les compagnies de chars sont engagés séparément en contre-attaque contre les blindés allemands (notamment des PzKpfw 38 (t)), mais le blindage des D1 ne résistent pas aux canons antichars allemands de 37 mm. Les derniers chars sont perdus lors de la retraite ordonnée le soir même ; le bataillon est finalement dissous le 26 juin 1940.
Après l'armistice, les deux autres bataillons sont transférés en Algérie et, à leur dissolution, les D1 sont ventilés au 2e RCA à Oran (45 chars), au 4e RCA à Tunis (15 chars), au 5e RCA (35 chars) à Alger et les 12 derniers à l'école de cavalerie d'Alger.
Les D1 du 2e RCA s'opposent et affrontent les Américains lors de l'opération Torch en novembre 1942. Les chars survivants, ainsi que les chars des 4e et 5e RCA, combattent ensuite les troupes italo-allemandes en Tunisie au sein de la brigade légère mécanique (BLM).

## Dans la culture populaire

### Jeux vidéo
- Le char est jouable dans World of Tanks, classé comme un char léger français de rang II.

## Sources et bibliographie
- Pascal Danjou, « Le char D1 », Tank zone, no 17,‎ juin-juillet 2011, p. 14 à 21.
- François Vauvillier, « Nos chars en 1940 : pourquoi, combien ? », Histoire de guerre, blindés et matériel, no 74,‎ novembre-décembre 2006, p. 46.
- Pascal Danjou, Claude Gillono et Eric Schwartz, Renault D1, Editions du Barbotin, coll. « Trackstory » (no 8), 2008 (ISBN 978-2-917661-00-0 et 2-917661-00-3, OCLC 837191713, présentation en ligne).
- François Vauvillier, « Tous les blindés de l'Armée française », Histoire de guerre, blindés et matériels,‎ avril, mai et juin 2012, p. 30.
- Revue Trucks and Tanks, Hors série no 5, pages 52, 66 et 67.